# Public Broadcasting Services
Public Broadcasting Services Limited (прев. Јавне радиодифузне услуге; PBS) је јавни емитер Малте. PBS се финансира владиним субвенцијама и продајом комерцијалног времена за емитовање. Њен TVM канал је најгледанији телевизијски канал на Малти, а њена радио станица Magic Malta ужива огромну популарност међу локалним и туристичким слушаоцима.

## Историја
је основан 11. новембра 1975. као Xandir Malta и постао је заједнички члан Европске радиодифузне уније (ЕРУ) заједно са Maltese Broadcasting Authority (прев. Малтешком радиодифузном управом) (MBA). Потоњи је раније примљен као пуноправни, активни чла, као што је Malta Television Service Ltd (прев. Малтешки телевизијски сервис) већ био од 1970. године. Од 2003, PBS је једини малтешки члан ЕРУ.
Пре Xandir Malta, Rediffusion је емитовао телевизијске програме на Малти под именом The Malta Television Service Ltd. Сервис је водио Rediffusion, независни емитер са седиштем у Лондону. Преноси на Малти су почели из Хамруна 11. новембра 1935. под називом Broadcast Relay Service Malta Ltd. (прев. Емитерски релеј сервис Малте). Чарлс Воткрофт и Џорџ Повлер били су први менаџер и главни инжењер. Дана 29. септембра 1962. године Rediffusion (Malta) Ltd. отворио је телевизијски сервис који покрива малтешка острва. Дана 14. фебруара 1975. запослени су организовали седећи штрајк у просторијама компаније на Малти и чак су почели да воде компанију. Дана 30. јула 1975. постигнут је споразум између Rediffusion Group of Companies и Дома Минтофа који је предводио владу Лабуристичке партије Малте за пренос свих средстава Rediffusion-а на Малти на владу Малте.
Након преласка на дигиталну телевизију која користи DVB-T стандард у октобру 2011, сви лиценцирани терестријални канали на Малти се дистрибуирају преко мреже предајника којима управља PBS. Ови предајници се налазе у Делимари (Марсакслок), Надуру, Мелиеги, Мтарфи, Наксару и Портомазу (Сент Џулијан). 
PBS-ом управља одбор директора. Тренутни извршни директор је Марк Самут. Чарлс Дали је главни оперативни директор. Године 2021,  најавили су да ће ТВ канали променити своје логотипе, а један је променио и име.

## Услуге

### Радио
Радио сервисе PBS-а чине радио станице Radju Malta, Radju Malta 2 и Magic Malta.
У кратком периоду 1975. и 1976. године, имала је и станицу на италијанском језику, под називом Radio Malta Tre; вести је водила Ана Бонано.

### Телевизија
Телевизијске услуге PBS-а састоје се од TVM и TVMNews+ телевизијских канала. Такође управља парламентарним ТВ сервисом у складу са споразумом са парламентом Малте.